# كارولين كارفر
كارولين كارفر (بالإنجليزية: Caroline Carver)‏ هي ممثلة بريطانية، ولدت في 1976 بمانشستر في المملكة المتحدة.

## وصلات خارجية
- كارولين كارفر على موقع IMDb (الإنجليزية)
- كارولين كارفر على موقع ألو سيني (الفرنسية)
- كارولين كارفر على موقع أول موفي (الإنجليزية)
- كارولين كارفر على موقع قاعدة بيانات الفيلم (الإنجليزية)
- كارولين كارفر على موقع كينوبويسك (الروسية)